# Tygodnik Dźwiękowy Guberni Generalnej

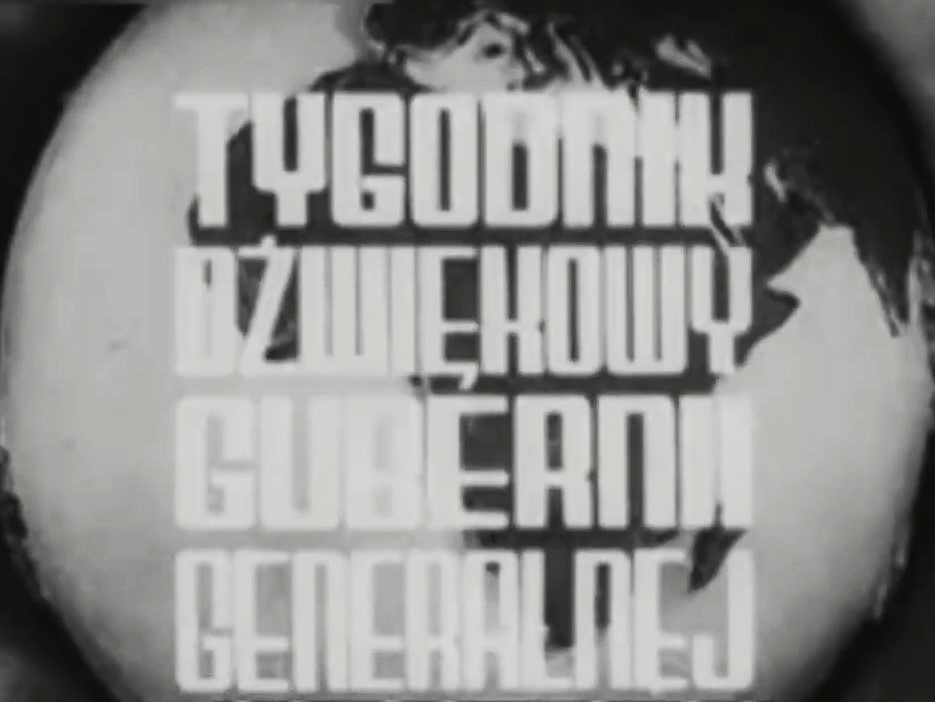
Kadr z czołówki Tygodnika Dźwiękowego Guberni Generalnej

Tygodnik Dźwiękowy Guberni Generalnej (zapis oryg.: Tygodnik Dźwiękowy Gubernii Generalnej) – niemiecka propagandowa cotygodniowa kronika filmowa skierowana do Polaków, wyświetlana w czasie II wojny światowej na terenie Generalnego Gubernatorstwa przed seansami filmowymi, będąca polskojęzyczną wersją niemieckiej kroniki Die Deutsche Wochenschau.

## Historia
W niepodległej Polsce w 1925 powstał informacyjny Tygodnik Filmowy PAT, prezentujący przegląd najważniejszych wydarzeń z kraju i ze świata. Przemysł filmowy na okupowanych przez III Rzeszę od 1939 ziemiach polskich został zlikwidowany przez okupantów, a kina i teatry przejęła administracja niemiecka. Funkcjonowanie kultury dla Polaków ograniczono do najbardziej prymitywnych form. Okupanci uznali kino za najskuteczniejszy instrument gloryfikacji nazistowskich porządków. Każdy seans poprzedzał krótki Tygodnik Dźwiękowy Guberni Generalnej. Była to czytana przez polskiego lektora niemiecka czarno-biała kronika filmowa. Jednym z jej lektorów był aktor Andrzej Szalawski.